# Khurram Khan
Khurram Khan (* 21. Juni 1971 in Multan, Pakistan) ist ein ehemaliger Cricketspieler der Vereinigten Arabischen Emirate der zwischen 2004 und 2015 für die Nationalmannschaft der Vereinigten Arabischen Emirate spielte und zeitweise ihr Mannschaftskapitän war.

## Kindheit und Ausbildung
Khan wuchs in Pakistan als dritter von fünf Brüdern auf. Als Kind spielte er Tape-Ball-Cricket in Parks und begann erst als er zur Universität ging mit regulärem Cricket in Clubs. Zwei seiner Brüder, Atiq und Zeeshan Khan, spielten später ebenfalls First-Class Cricket. 1996 kam er erstmals in die Vereinigten Arabischen Emirate und als er 1999 eine Arbeit bei Emirates als Purser aufnahm, spielte er für die Mannschaft der Fluglinie.

## Aktive Karriere

### Beginn in der Nationalmannschaft
2001 wurde er für die Nationalmannschaft für die ICC Trophy 2001 nominiert, für die er sich auf Grund der einer Residenzregel qualifizierte. Bei diesem Turnier erspielte er sowohl das beste Batting-Average als auch Bowling-Average seiner Mannschaft. Ein Jahr später wurde er zum Mannschaftskapitän der Nationalmannschaft benannt. Als solcher führte er das Team an beim Asia Cup 2004 und absolvierte dort gegen Indien sein ODI-Debut. Im Spiel gegen Sri Lanka erzielte er sein bestes ODI-Bowling-Ergebnis mit 4 Wickets für 32 Runs. Nachdem beide Spiele verloren wurden, schied das Team in der Vorrunde aus.
Beim Asia Cup 2008 verloren die Vereinigten Arabischen Emirate ebenfalls beide Spiele. Gegen Bangladesch konnte Khan mit 78 Runs ein Half-Century erzielen. Über einen zweiten Platz bei der ICC World Cricket League Division Two 2007 qualifizierten sie sich für den ICC Cricket World Cup Qualifier 2009, bei dem das Team in der Super 8 Runde ausschied.

### Teilnahme am Cricket World Cup und Karriereende
Ab 2011 waren die Vereinigten Arabischen Emirate Teil des Intercontinental Cups und qualifizierten sich so für den ICC Cricket World Cup Qualifier 2014. Mit 42 Jahren war er mit 581 Runs der beste Run-Scorer des Turniers und führte so das Team erstmals zum Cricket World Cup. Im Jahr zuvor hatte Khan mit der Mannschaft beim ICC World Twenty20 Qualifier 2013 auch im kürzeren Format die Weltmeisterschaftsqualifikation erreicht. Beim Endturnier, dem ICC World Twenty20 2014 schied er mit dem Team in der Qualifikationsrunde aus und war dabei mit 73 Runs ihr bester Run-Scorer. Bei einer Tour Afghanistans in den Vereinigten Arabischen Emiraten im November 2014 erzielte Khan mit 132* sein einziges ODI-Century und war damit mit 43 Jahren der weltweit älteste Spieler der ein ODI-Century erreichte.
Für den Cricket World Cup 2015 wurde er als Kapitän durch Mohammad Tauqir ersetzt und übernahm für das Turnier die Rolle des Vize-Kapitäns. Dort verloren die Vereinigten Arabischen Emirate jedes ihrer sechs Spiele und Khan erzielte insgesamt 155 Runs. Nach der ersten Runde des ICC Intercontinental Cup 2015–2017 gegen Irland verkündete Khan im Juni 2015 seinen Rücktritt vom internationalen Cricket. Am Ende des Jahres wurde er vom Weltverband als ICC Associate and Affiliate Cricketer of the Year, nachdem er in 2015 mit 425 Runs in ODIs die meisten Runs unter den Spielern der Nicht-Test-Nationen erzielt hatte.

## Nach der aktiven Karriere
Nach seinem Rücktritt arbeitete er weiter für Emirates. Abseits davon ist er als Selektor für den Verband der Vereinigten Arabischen Emirate tätig.